# Fagersta kommun
60°0′N 15°47′Ø / 60.000°N 15.783°Ø
Fagersta kommun ligger i landskapet Västmanland i länet Västmanlands län i Sverige. Kommunens administrationscenter ligger i byen Fagersta.
Verdensarvsstedet Engelsbergs bruk ligger i kommunen, og Strömsholms kanal passerer igennem; I kommunen ligger også Engelsbergs oliefabrik, verdens ældste bevarede olieraffinaderi, blev bygget i 1875 på øen Barrön (også kendt som Oljeön) i søen Åmänningen.
Kommunen ligger i Bergslagens malmregion, har en bjerggrund som består af sure vulkanske bjergarter med en del jernmalm. Det vigtigste malmområde ligger nordvest byen Fagersta.
Fagersta kommun krydses af jernbanelinjerne Bergslagspendeln (Ludvika–Västerås) og godslinjen gennem Bergslagen (Örebro-Avesta/Krylbo)

## Byer
Fagersta kommune har kun en by.
Indbyggere pr. 31. december 2005.
| #  | By       | Indbyggere |
| -- | -------- | ---------- |
| 1. | Fagersta | 10.890     |

## Eksterne kilder og henvisninger
- ”Kommunarealer den 1. januar 2012” Arkiveret 26. december 2018 hos  Wayback Machine (Excel). Statistiska centralbyrån.
- ”Folkmängd i riket, län och kommuner 30 juni 2012”. Arkiveret 16. november 2012 hos  Wayback Machine Statistiska centralbyrån.

- Wikimedia Commons har flere filer relateret til Fagersta kommun